# I morgon är en annan dag
"I morgon är en annan dag" är en balladlåt som Christer Björkman sjöng då den vann Melodifestivalen 1992. Niklas Strömstedt har skrivit sången som handlar om kärlek. Björkman trodde själv på förhand att låten skulle sluta i topp tre i Eurovision Song Contest 1992, men bidraget fick bara nio poäng, kom på plats 22 och slutade sålunda näst sist. Anders Berglund var dirigent och dirigerade även för det dåvarande Jugoslavien detta år, då med ett stort dragspel på magen.
Singeln nådde som högst femte plats på den svenska singellistan. Melodin låg på Svensktoppen i 17 veckor (sommaruppehållet medräknat) under perioden 26 april – 11 oktober 1992, av vilka de sex första på förstaplatsen.
Då Strömstedt senare under 1992 spelade in sången på albumet Halvvägs till framtiden kallades den för "Näst sist", dels för att den slutade näst sist i Eurovision Song Contest samma år, men också för att den låg som näst sista spåret på albumet.
I sjätte säsongen av Så mycket bättre gjorde Andreas Kleerup en tolkning av låten. 

## Listplaceringar
| Lista (1992) | Topplacering |
| ------------ | ------------ |
| Sverige      | 5            |